# Tiana (kommun i Spanien, Katalonien, Província de Barcelona, lat 41,49, long 2,27)
Tiana är en kommun i Spanien.   Den ligger i provinsen Província de Barcelona och regionen Katalonien, i den östra delen av landet, 500 km öster om huvudstaden Madrid. Antalet invånare är 8 151. Arean är 7,9 kvadratkilometer. Tiana gränsar till Montgat, Alella, Badalona, Santa Maria de Martorelles och Sant Fost de Campsentelles. 
Terrängen i Tiana är platt åt sydost, men åt nordväst är den kuperad.